# Batalla de Chattanooga
La tercera batalla de Chattanooga és un cèlebre episodi de la Guerra Civil dels Estats Units, i va tenir lloc entre els dies 23 i 25 de novembre de 1863 prop de la vila de Chattanooga. Enfrontà les forces del general confederat Braxton Bragg contra les tropes del general de la Unió Ulysses S. Grant.

## Antecedents
Després de la derrota del general William Rosecrans al setembre a la batalla de Chickamauga, l'exèrcit confederat del Tennessee al comandament del general Braxton Bragg va assetjar Rosecrans i els seus homes mitjançant l'ocupació d'un terreny clau d'alta al voltant de Chattanooga, Tennessee, un vital encreuament ferroviari. El major general Ulysses S. Grant va ser posat al comandament de les forces de la Unió a l'Oest i reforços importants van començar a arribar-li.
Després d'obrir una línia de subministrament per alimentar els seus homes i els animals, l'exèrcit de Grant va enfrontar-se al contraatac confederat a la batalla de Wauhatchie el 28 i 29 d'octubre de 1863.
A principis del mes de novembre, els Confederats, després de la sortida del general James Longstreet, deixaren a llur adversari la iniciativa. Així doncs, Grant, gràcies als reforços de Sherman, podia dur a terme un pal que hauria d'obrir-li les vies de Geòrgia. Els federals havien de caçar els homes de Bragg a la vila de Chattanooga. el general nordista, com fou habitual en la seva carrera, va dur a terme un pla l'execució del qual s'havia de desenvolupar durant la nit. Ulysses Grant, devant la força de les defenses sudistes, privilegià un assalt pels flancs: l'exèrcit de Cumberland, dirigida pel general Thomas, que era encara moralment fràgil, segons Grant, a causa de la dura desfeta de la batalla de Chickamauga, havia d'amenaçar el centre de la línia confederada. Aquests últims havien establit llur línia de defensa sobre el turó de Missionary Ridge. Així, els generals nordistes William T. Sherman i Joseph Hooker s'havien d'encarregar de coses serioses, tot atacant els flancs dels sudistes.

## Composició dels exèrcits i plànol de la batalla
La Divisió Militar del Mississipi, del general Grant, arreplegà les següents forces a Chattanooga
- L'Exèrcit de Tennessee, comandat pel major general William T. Sherman, composta pels XV Cos, del major general Frank P. Blair Jr i la 2a divisió del XVII Cos del brigadier general John E. Smith

- L'Exèrcit del Cumberland, comandat perl major general George H. Thomas, composta pel IV Cos del major general Gordon Granger i el XIV del major general John M. Palmer.

- El comandament del major general Joseph Hooker consistia en l'XI Cos del major general Olivier O. Howard i la 2a divisió del XII Cos del brigadier general John W. Geary (durant la batalla de Lookout Mountain, Hooker també va comandar divisions separades del IV i XI Cos).

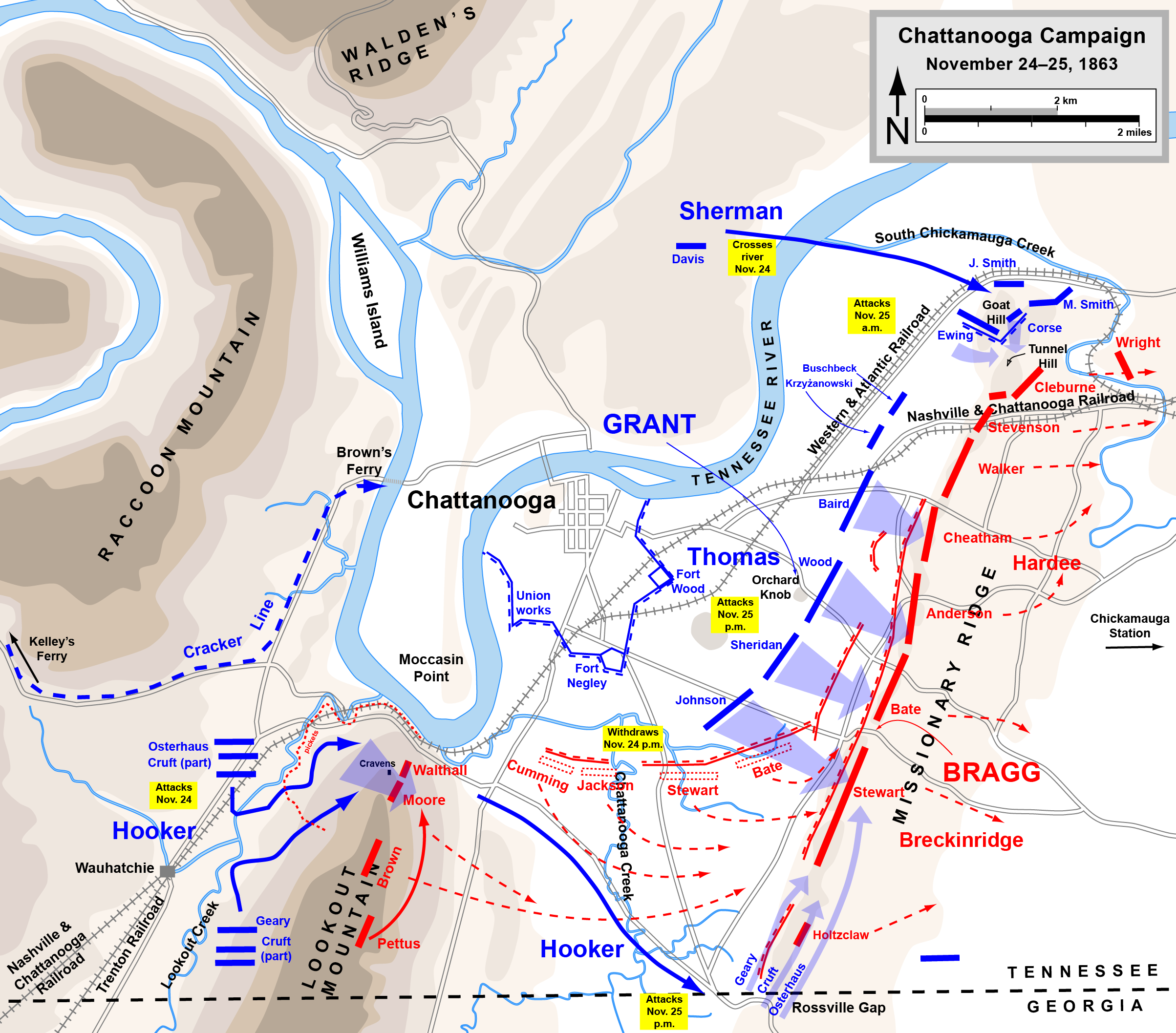
Batalla de Chattanooga

L'Exèrcit de Tennessee de Brag tenia les següents forces disponibles a Chattanooga:
- El Cos de Longstreet, consistia en les divisions del major general Lafayette McLaws i el brigadier general Micah Jenkins (que reemplaçava John Bell Hood, ferit a Chickamauga). Longstreet fou enviat a Knoxville el 5 de novembre.

- El Cos de Hardee, consistia en les divisions del brigadier general John K. Jackson (Divisió Cheatham's), brigadier general J. Patton Anderson (Divisió Hindman), brigadier general States Rights Gist (Divisió Walker), i major general Simon Bolívar Buckner Sr. (destacat el 22 de novembre a Knoxville).

- El Cos de Breckinridge consistia en les divisions del major general [Patrick R. Cleburne, Alexander P. Stewart, Carter L. Stevenson, i del brigadier general William B. Bate (Divisió Breckinridge).

El 5 de novembre, Bragg afeblí seriosament les seves forces perquè n'enviava al Cos de Longstreet, que lluitava contra Ambrose E. Burnside prop de Knoxville. El 22 de novembre, Brag afeblí més les seves forces quan ordenà que la divisió del major general Simon Bolivar Buckner Sr. reforcés Longstreet a Knoxville.

## Desenvolupament de la batalla
El 24 de novembre, Hooker dugué a la pràctica el pla de Grant, enviant tres divisions contra tres brigades rebels que ocupaven el pendent nord de Lookout Mountain. Malgrat la dificultat a causa del relleu (el pendent era escabrós i estava cobert de roques i arbres abatuts), les nordistes prengueren possessió de la posició dels sudistes, que fugiren pel pendant sud. Aquest episodi hauria de ser anomenat més tard la Batalla pel damunt dels núvols, a causa d'una forta boira present aquell dia en el transcurs de la batalla. Brag, davant aquesta amenaça, interposà els supervivents de Lookout Mountain vers la part nord de Missionary Ridge.
La nit del 24 a 25 de novembre va tenir lloc un eclipsi total de Lluna. A l'alba del 25 de novembre, la Lookout Mountain fou oficialment presa per un regiment de Kentucky que hissà la bandera de la Unió al cim de la muntanya. Malgrat l'èxit de Grant sobre el flanc esquerre dels sudistes, Sherman no arribava a progressar. Tot i que les quatre divisions que envià a l'assalt s'aprofitaren de l'objectiu, és a dir a l'extrem nord de Missionary Ridge, això fou per adonar-se que en realitat, l'objectiu nordista estava separat de la part més important de les forces sudistes per un profund barranc rocallós. Al principi de la jornada del 25 de novembre, els federals intentaren apoderar-se d'aquesta barranc, però foren vigorosament rebutjats per una divisió de bona qualitat dirigida per l'irlandès Patrick Cleburne. Així la batalla no es presentava tan fàcil com Grant s'havia pensat. Hooker maldava per progressar emmig de rutes obstruïdes i ponts destruïts.
Davant un aparent fracàs, Ulysses Grant envià el general Thomas i els seus homes contra la línia principal dels rebels per dur a terme un simulacre d'assalt i esperar deslliurar del compromís en que s'havia ficat. Thomas, havent escoltat les observacions fetes al seu exèrcit, aprofità immediatament l'ocasió que li havia estat donada als seus homes de fer-se notar. 23.000 homes (o sigui, quatre divisions), foren llançats sobre un front de 3 quilòmetres contra les posicions confederades. S'hauria dit que era una reedició de la càrrega de Picket a la batalla de Gettysburg, tot i que amb un canvi de rols entre els homes de blau (Unió) i els de gris (Confederació). Mentrestant, els sudistes havient tingut dos mesos per posar en condicions la seva defensa, a més que el pendent de Missionary era relativament forta i plena de rocas i altres obstacles, per la qual cosa l'assalt dels nordistes tenia tota la pinta de ser una acció a la desesperada. No obstant això, els homes de Thomas aconseguiren sense problema prendre la primera línia enemiga. Els sudistes es replegaren emmig d'una gran confusió vers la segona i tercera línies que havien estat establertes a dalt de tot de la cresta.
Per bé que havien acomplert llur missió, els federals no es replegaren pas, perquè això hauria causat un desastre (els federals estaven exposats al foc dels sudistes situats més amunt de llur posició). A més els federals havien adqurit, gràcies al seu èxit, una moral elevada que els empenyia a contradir els rumors que pesaven sobre ells. Al principi no fou més que grups d'homes que atacaren, però ben aviat prop de 23.000 soldats es van llançar a l'acció i conqueriren la posició sudista, després de finalitzar un combat relativament breu. Grant estava totalment atordit per allò que veia; pensava que tan sols dies abans aquells soldats no tenien cap oportunitat d'endur-se la victòria. Li demanà a Thomas si era ell qui havia ordenat a aquells homes que ascendissin la cresta. El general nordista li respongué: «Jo no en sé res; no he estat pas jo.».
Grant s'inquietava per la seva sort en cas que l'ofensiva fracassés, perquè la línia de defensa se suposava que no es podia conquerir. En efecte, el mateix Bragg escrigué més tard que aquell turó hauria pogut ser sostingut per una simple línia de tiradors. Per la seva banda, els rebels estaven estupefactes davant aquest atac i, en no haver rebut ordres clares i coherents, acabaren per batre's en retirada. Els soldats nordistes estaven d'allò més contents. Bragg es replegà uns 50 quilòmetres al llarg de la via fèrria que duu a Atlanta.

## Conseqüències
Els nordistes havien guanyat així una gran victòria, per bé que Grant no s'esperava que passés d'aquesta manera. Després de la fi de la guerra, Ulysses Grant afirmà que la posició sudista hauria hagut de ser impenetrable i Bragg escrigué que «no sabria dir la menor excusa vàlida per justificar la vergonyosa conducta de les nostres tropes. La posició hauria d'haver-se pogut mantenir amb una simple línia de tiradors». No obstant això, foren certes ordres donades als soldats i no a d'altres allò que hauria pogut provocar un cert pànic. Certs soldats de la primera línia reberen l'ordre de tirar dos tres de fusell abans de replegar-se, mentre els altres defensors, en no haver rebut ordres semblants, es replegaren també en veure que alguns també ho feien, però llur replegament es transformà en desbandada davant aquest replegament inconsiderat.. A més els combats es desenvoluparen gairebé cos a cos, per la qual cosa els confederats de la segona línia no podia pas disparar, sense risc de tocar els seus propis companys. A més, Brag posicionà malament les seves bateries, que no podien disparar sobre els federals, que anaven progressant, forat a forat, atrinxerant-se i protegint-se darrere les roques i qualsevol altra protecció. A més, l'e3xèrcit de Bragg no tenia res d'exèrcit amb moral elevada. Després d'aquest fracàs i davant la demanda de dimissió de Bragg, Jefferson Davis donà el comandament de l'exèrcit de Tennessee a Johnston. El cap d'any de 1863 fou difícil pels confederats. Lee fracassà en les seves operacions i perdé nombrosos soldats i Longstreet no pogué recuperar Knoxville
Amb aquesta victòria, queia l'últim control de la Confederació a Tennessee, el Nord va estar a prop de dividir el Sud horitzontalment a través de Geòrgia fins al mar i s'obria la porta a la invasió del sud profund en la campanya d'Atlanta de 1864.